# Килленс, Джон Оливер
Джон О́ливер Ки́лленс (англ. John Oliver Killens; 14 января 1916, Мейкон, штат Джорджия – 27 октября 1987, Бруклин, Нью-Йорк) – американский писатель.

## Краткая биография
Килленс родился в семье Чарльза и Уилли Ли Киленсов. Перенесённые в детстве столкновения с расизмом и любовь к чтению художественных и исторических книг афроамериканских авторов во многом сформировало его мировоззрение. Готовясь стать адвокатом, учился в нескольких традиционно «чёрных» колледжах и университетах, последний из которых бросил, чтобы изучать прикладное искусство в Колумбийском университете. Участвовал в профсоюзном движении, во время Второй мировой войны с 1942 по 1945 год служил в подразделении амфибий на Тихом океане. С 1948 года жил в Нью-Йорке, где продолжил литературную учёбу в Колумбийском и Нью-Йоркском университетах. Основатель и первый председатель Гильдии гарлемских писателей, участник движения за права человека, Килленс встречался и лично знал таких влиятельных афро-американских деятелей, как Лэнгстон Хьюз, Пол Робсон, Уильям Дюбуа, Мартин Лютер Кинг, Малкольм Икс.
С 1943 года был женат на Грейс Уорд Джоунс, имел двоих детей. Умер от рака в 1987 году.

## Литературная деятельность
Первый роман «Молодая кровь» (Youngblood, 1954) – история двух поколений семьи афроамериканцев, пытающихся отстоять свои права и достоинство на американском Юге. Во многих эпизодах и характерах отражена биография самого писателя. Символична фамилия семьи – Янгблад: новое поколение должно влить «молодую кровь» в поражённую расизмом Америку. Килленс неоднократно подчёркивает значение самобытной культуры и истории афроамериканцев, таких, как фольклор и наследие борцов за равноправие – Гарриет Табмен, Фредерика Дугласа, Ната Тёрнера. Для него категорически неприемлемо смирение дяди Тома. Роман стал заметным явлением в литературе протеста.
Второй роман, «И тогда мы услышали гром» (And Then We Heard the Thunder, 1963), в художественном отношении превосходит первую книгу писателя и в нём ещё больше заметны автобиографичные черты. Протагонист романа, чернокожий Соломон Сондерс близок к достижению того, о чём мечтают герои «Молодой крови», – он проучился на юридическом факультете университета и, кроме того, надеялся стать писателем, но разразившаяся война смешала его планы. Расовые противоречия в армии привели к кульминационному взрыву – через два года службы между белыми и чёрными военнослужащими, дислоцированными в Австралии, вспыхнули настоящие вооружённые сражения, в которых Солли не мог не участвовать.
Сближение Килленса с движением «Власть чёрных» выразилось в появлении сборника статей «Бремя чёрного человека» (Black Man's Burden, 1965), за которым последовал роман «Сиппи» ('Sippi, 1967). Исторический роман «Рабы» (Slaves, 1969) – переработанный сценарий одноимённого фильма. Следующий роман «Котильон, или Один хороший бык стоит полстада» (The Cotillion; or, One Good Bull Is Half the Herd, 1971), в котором описаны принадлежащие к двум социальным классам общины Нью-Йорка, критикует приспособленчество к белому истеблишменту с точки зрения чёрного национализма.
Килленсу принадлежат три романа-биографии: «Великое утро пробуждения: Биография  Денмарка Весси» (Great Gittin' Up Morning: A Biography of Denmark Vesey, 1972), «Человек – это всего лишь человек: Приключения Джона Генри» (A Man Ain't Nothin' But a Man: The Adventures of John Henry, 1975) и «Великий чернокожий русский: Жизнь и время Александра Пушкина» (The Great Black Russian: The Life and Times of Alexander Pushkin, 1989).

## Переводы на русский язык
- Молодая кровь. М., ИЛ, 1959.
- И тогда мы услышали гром. // Иностранная литература, журнал, 1965, № 4-6.
- То же. М., Прогресс, 1965.